# ایستگاه هارو و ویلدستون
ایستگاه هارو ویلدستون
یک ایستگاه از خط بیکرلو و از خطوط متروی لندن است.که در منطقه ویلدستون قرار دارد و در ۲۰ ژوئیه ۱۸۳۷ افتتاح شده‌است.

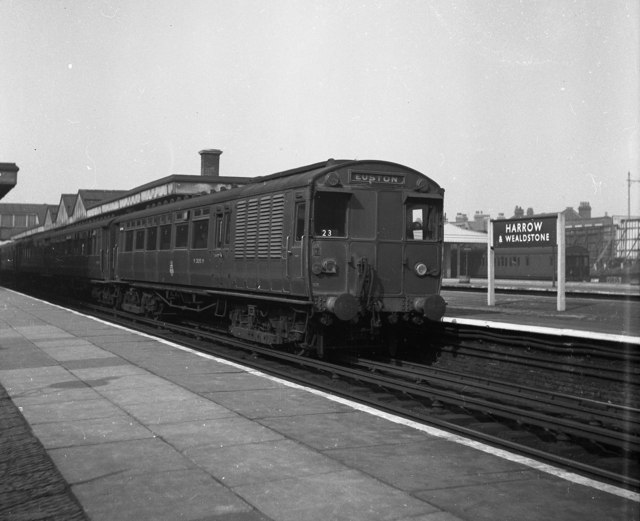
Oerlikon electric train at Harrow & Wealdstone, ۱۱ مارس ۱۹۵۶